# Церква Успення Пресвятої Богородиці (Нагольно-Тарасівка)
Церква Успіння Божої Матері селища Нагольно-Тарасівка — одна зі 100 чудес України. Адреса: вул. Леніна, 1; сел. Нагольно-Тарасівка, 94792. Настоятель храму — протоієрей Михаїл Галушко.
- Храмові празники: Успіння Божої Матері — 28 серпня (25 серпня за старим стилем).

## Історія створення церкви
До моменту створення Ровеньківського благочиння Донський єпархії, а сталося це у 1869 році, саме у розпал земельної реформи імператора Олександра II, неподалік від слободи Ровенецької вже майже сто років проходили Богослужіння у церкві Успіння Божої Матері. Початок слободи Нагольно-Луковкіна датується 1775 роком і заснував її військовий, у бригадирському чині Амвросій Гаврилович Луковкін. У той час, такого міста як Ровеньки ще не було.
Заснування будь-якого поселення, навіть незначного і маленького, в ті далекі часи, обов'язково вимагало не тільки дозволу адміністративного начальства, а й благословення єпархіального, до території якого воно відносилося. Архієрейське благословення супроводжувалося чіткою і обов'язковою вимогою — з першим житлом повинна бути побудована церква. Зазвичай відразу зводилася каплиця, яка потім ставала вже повноцінним храмом. Так було і тут, на березі в ті часи досить повноводною і швидкої річці Нагольної.
Амвросієм Гавриловичем Луковкіним була побудована каплиця на честь свята Успіння Пресвятої Богородиці, куди приїжджав виконувати треби священик Омелян Іванов.

## Заснування церкви
Через декілька років син бригадира Луковкіна — Гавриїл Амвросійович заклав у слободі Нагольній Свято-Успенський однопрестольний, дерев'яний храм, який і був освячений 9 вересня 1778.
Данні факти підтверджують Клірові відомості Ровеньківського благочиння за 1875 рік:
|  | Церква Успіння слободи Нагольно-Луковкіної Міуського округу області війська Донського. Побудована у 1778 році на кошти генерал-майора Гавриїла Луковкіна. Вона дерев'яна, з такою ж дзвіницею, укрита листовим залізом, огорожа навкруги кам'яна. Один престол — на Успіння Пресвятої Богородиці. У слободі Нагольній селян — 1383 душ, військових солдат — 126, іногородніх, які приїхали з інших міст — 77 |

.
У деяких джерелах говориться про те, що будівля церкви стоїть на невисокому кам'яному фундаменті хрестоподібної форми. Торцевий фасад, в якому розміщено вхід, спрямований на захід. Над входом у будівлю здіймається невеличка башта з дзвіницею. По два нефи на бокових фасадах на початку і в кінці споруди розширюють її внутрішній обсяг, створюють атмосферу таємничості. У середині зали східний торцевий фасад закінчується п'ятигранною апсидою, в якій відбувається служба. Фасад вінчає башта з луковицеподібною банею, яка крита залізом. Покрівля церкви — двоскатна, також крита залізом.
Зовні церква обшита деревом виглядає просто, без прикрас. Лінії її суворі, лише дві башти надають всій споруді легкості.
Першим штатним священиком новопобудованої церкви був рукопокладений у 1787 р. у священики козак Іван Павлович Пащінскій.
До речі, родом перший священик Успінської церкви був з м. Броди, яке у сучасні часи знаходиться у Львівській області, а в те століття це була територія Польщі.
Одружений був перший батюшка на дочці козака Григорія Антоновича Кочетковського — Наталії. І після своєї смерті (3 грудня 1821), його місце зайняв рідний син — Гаврило Іванович.
З 1877 року у слободі Нагольній існувало парафіяльне сільське училище (школа), в якому викладали, крім Закону Божого, граматику і арифметику. У школі був лише один клас з законовчителем, священиком Іоанном Поповим, вчителем Федором Олексійовичем Щербаковим.
Через 106 років, у 1884 році у церкві зробили ремонтно-реставраційні роботи, і в такому вигляді вона проіснувала до свого закриття на початку 60-х років XX століття. Слід зазначити, що церква вимушено закрила свої двері для парафіян ще у 1929. Це пов'язано з тим, що 23 грудня 1929 р. рішенням президіуму Луганського оргвиконкому церква була перебудована під школу. Згодом у храмі був влаштований клуб. У 1942 р., під час окупації, церква знову відкрилась, чому сприяла та обставина, що сюди під час воєнного лихоліття прибув протоієрей Власій Додонов.
З 16 серпня 1961 р. не функціовала через відсутність священика.
9 жовтня 1961 р. виконком Луганської обласної ради своїм рішенням вилучив будівлю церкви і передав її школі під спортивний зал.

## Відродження святині
Після тридцятирічного забуття храм у 1992 р. знову відкрив двері для своїх парафіян. Відродження храму пов'язано з настоятелем, ієреєм Петром Кірічуком, який прослужив у храмі до 1996 року. З 1996 р. і дотепер настоятелем храму є Михаїл Галушко, який пройшов шлях від пономаря до священика.
Священнослужителі храму:
- Мефодій Пащінскій (06.12.1830 — 1875);
- Олександр Краснопольскій (17.03.1875 — 16.06.1876);
- Михаїл Попов (з 29.06.1876);
- Іван Попов (19.06.1884; на 1912);
- Григорій Щетковський (з 08.1925);
- Миколай Грозінський (з 1942);
- Власій Додонов (з 1943);
- Захарій Пантелеймонов (з 05.06.1945);
- Петро Калабін (з 08.04.1946);
- Феодор Бикадоров (з 18.02.1949);
- Марк Кулігін (з 05.05.1950);
- Миколай Бєляєв (з 06.06.1949; з 11.11.1950; з 02.01.1953; 20.07.1956);
- Миколай Образцов (з 06.07.1950);
- Дмитро Золотухін (з 09.1954);
- Володимир Прудников (з 15.11.1954);
- Сергій Малишевський (з 02.12.1955);
- Петро Кірічук;
- Михаїл Галушко.

## Сучасне життя
Біля храму Успіння Божої Матері розташована двоповерхова школа, вікна якої виходять у церковний двір. Вчителя постійно влаштовують і проводять школярам екскурсії, розказуючи про те, який життєвий шлях пройшла маленька церква. Батьки, діти, мешканці сел. Нагольно-Тарасівка полюбляють свою святиню і з радістю беруть участь у релігійних святах. 7 вересня 2013 року на честь 225-річчя храму Успіння Божої Матері школярі підготували святкове привітання, а вчителі, навіть, надихаються і присвячюють вірші церкві, яку благословив Сам Господь.
Смотрю я на храм, столько лет он стоит,

Сменились века, пролетели как миг.

И войны прошли, и голод, и страх,

А храм все стоит, как построен вчера.
Древний наш храм — священный приют,

Сюда помолиться приходит весь люд.

Приходят, когда на душе боль и страх,

Молитва мирская летит в небеса.
Святое здесь место и храм наш святой,

Он будет стоять, сколько б лет не прошло.

Прекрасный и светлый, надежный приют,

Здесь Ангелы Божьи витают вокруг.
А назван наш храм в честь Марии святой,

Его охраняет, наверно, сам Бог.

Стоит двести лет он цел, невредим,

Священный приют будет вечно таким!
Автор: Буйновська Євгенія Юріївна (педагог-організатор Нагольно-Тарасівського НВК)